# NGC 1316
NGC 1316, auch als Fornax A und Arp 154 bekannt, ist eine linsenförmige Galaxie mit aktivem Galaxienkern vom Hubble-Typ SB0 im Sternbild Fornax am Südsternhimmel, die schätzungsweise 75 Millionen Lichtjahre von der Milchstraße entfernt ist. 
NGC 1316 ist mit einer scheinbaren Helligkeit von 8,4 mag das hellste Mitglied des etwa 70 Millionen Lichtjahre entfernten Fornax-Galaxienhaufens und zählt zu den hellsten Galaxien, die sich nicht in der Lokalen Gruppe oder einer der unmittelbar benachbarten Galaxiengruppen befinden. Ihre  Winkelausdehnung beträgt 11,0' × 7,2', woraus sich ein Durchmesser von etwa 255.000 Lichtjahren ableiten lässt. Damit ist sie mehr als doppelt so groß wie unsere Milchstraße. Als eine der hellsten Radio-Quellen am Himmel wird sie in der für große Radiogalaxien üblichen Weise auch als Fornax A bezeichnet. 

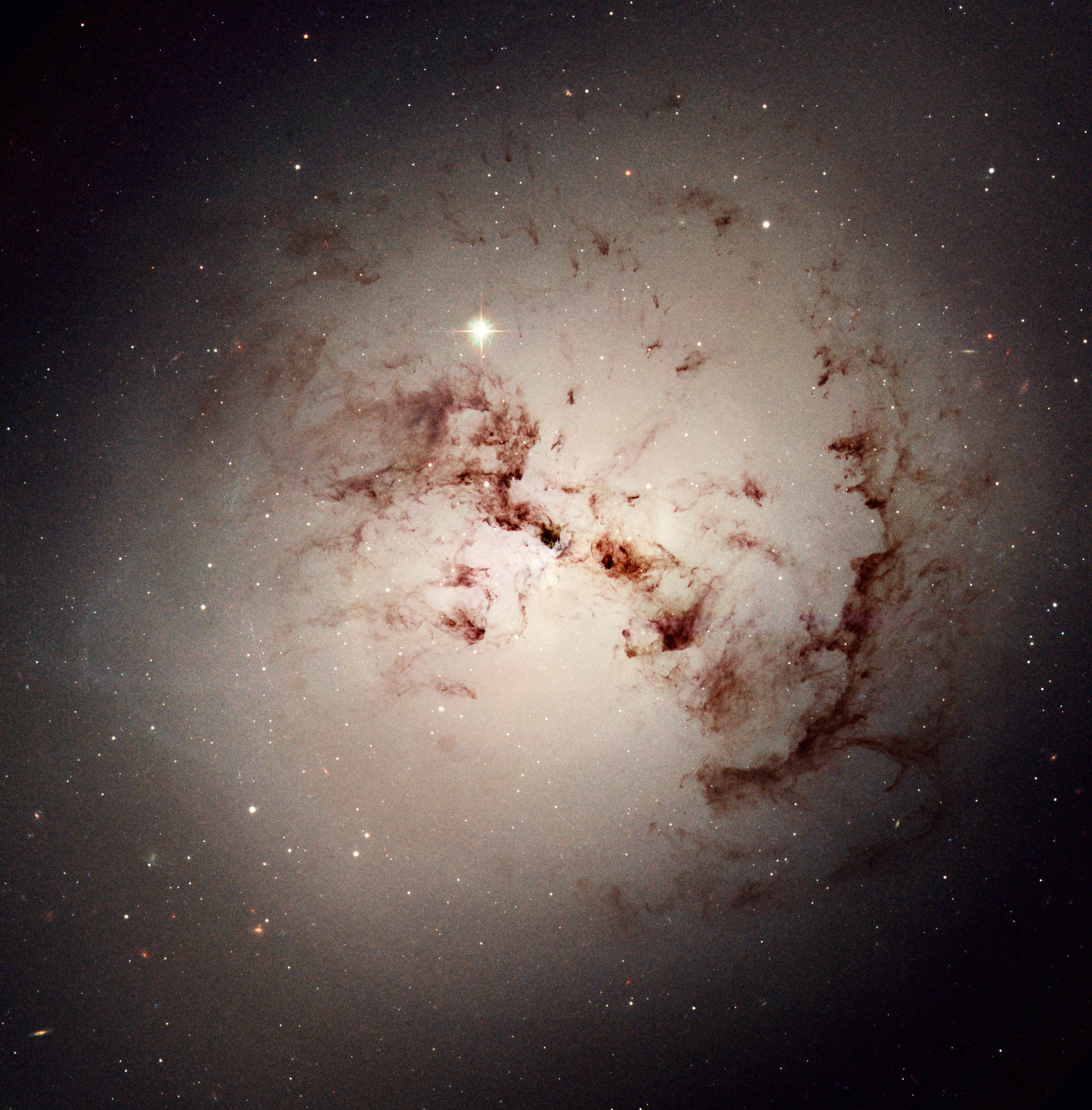
Hochaufgelöste Aufnahme des Zentrums mithilfe des Hubble-Weltraumteleskops

Halton Arp gliederte seinen Katalog ungewöhnlicher Galaxien nach rein morphologischen Kriterien in Gruppen. Diese Galaxie gehört zu der Klasse Galaxien mit innerer Absorption.
Die Galaxie NGC 1317 befindet sich etwa 6' nördlich von NGC 1316 und bildet zusammen mit dieser ein interagierendes Paar. Von der Erde aus gesehen in unmittelbarer Nähe zu Fornax A (NGC 1316) befinden sich drei weitere Galaxien, die entsprechend als NGC 1316A, NGC 1316B und NGC 1316C bezeichnet werden.
Das Objekt wurde am 2. September 1826 von James Dunlop entdeckt, der das Objekt als Nummer 548 in seinen Katalog neu entdeckter Nebel und Sternhaufen der südlichen Hemisphäre aufnahm.

## NGC 1316-Gruppe (LGG 94)
| Galaxie   | Alternativname | Entfernung / Mio. Lj |
| --------- | -------------- | -------------------- |
| NGC 1310  | PGC 12569      | 75                   |
| NGC 1316C | PGC 12769      | 75                   |
| NGC 1316  | PGC 12651      | 75                   |
| NGC 1317  | PGC 12653      | 82                   |
| NGC 1326A | PGC 12783      | 77                   |
| NGC 1341  | PGC 12911      | 78                   |
| NGC 1350  | PGC 13059      | 80                   |
| NGC 1365  | PGC 13179      | 68                   |
| NGC 1380  | PGC 13318      | 79                   |
| NGC 1381  | PGC 13321      | 71                   |
| NGC 1382  | PGC 13354      | 72                   |
| NGC 1404  | PGC 13433      | 82                   |
| NGC 1427A | PGC 13500      | 85                   |
| IC 335    | PGC 13277      | 67                   |
| PGC 12181 | ESO 357-12     | 65                   |
| PGC 12691 | ESO 357-25     | 76                   |
| PGC 13571 | ESO 358-51     | 71                   |
| PGC 13809 | ESO 358-63     | 81                   |
| PGC 13058 | MCG -6-8-24    | 76                   |
| PGC 13343 | MCG -6-9-8     | 70                   |